# Meriania macrophylla
Meriania macrophylla är en tvåhjärtbladig växtart som först beskrevs av George Bentham, och fick sitt nu gällande namn av José Jéronimo Triana. Meriania macrophylla ingår i släktet Meriania och familjen Melastomataceae.

## Underarter
Arten delas in i följande underarter:
- M. m. costanensis
- M. m. meridensis